# Falling into You
Falling into You ist das vierte englischsprachige Studioalbum der kanadischen Sängerin Céline Dion. Es wurde am 8. März 1996 über das Label Columbia Records veröffentlicht.

## Produktion
Falling into You wurde von einer Vielzahl verschiedener Musikproduzenten produziert, darunter Jim Steinman, Roy Bittan, David Foster, Dan Hill, Billy Steinberg, Rick Nowels, Aldo Nova, Jean-Jacques Goldman und Humberto Gatica.

## Covergestaltung
Das Albumcover zeigt Céline Dion, die ein weißes Top trägt und den Betrachter anlächelt. Der Hintergrund ist weiß gehalten und links oben steht der Titel Falling into You. Der Schriftzug Celine Dion befindet sich im Vordergrund.

## Titelliste
| #      | Titel                                   | Produzent                                | Länge |
| ------ | --------------------------------------- | ---------------------------------------- | ----- |
| 1      | It’s All Coming Back to Me Now          | Jim Steinman, Steven Rinkoff, Roy Bittan | 7:36  |
| 2      | Because You Loved Me                    | David Foster                             | 4:33  |
| 3      | Falling into You                        | Rick Nowels, Billy Steinberg             | 4:18  |
| 4      | Make You Happy                          | Ric Wake                                 | 4:31  |
| 5      | Seduces Me                              | Rick Hahn, Dan Hill, John Jones          | 3:46  |
| 6      | All by Myself                           | David Foster                             | 5:12  |
| 7      | Declaration of Love                     | Ric Wake                                 | 4:20  |
| 8 (*)  | (You Make Me Feel Like a) Natural Woman | David Foster                             | 3:40  |
| 9      | Dreamin’ of You                         | Aldo Nova                                | 5:07  |
| 10     | I Love You                              | David Foster                             | 5:30  |
| 11     | If That’s What It Takes                 | Jean-Jacques Goldman, Humberto Gatica    | 4:12  |
| 12     | I Don’t Know                            | Jean-Jacques Goldman, Humberto Gatica    | 4:38  |
| 13     | River Deep, Mountain High               | Jim Steinman, Steven Rinkoff             | 4:10  |
| 14 (*) | Your Light                              | Aldo Nova                                | 5:12  |
| 15     | Call the Man                            | Jim Steinman, Steven Rinkoff, Jeff Bova  | 6:08  |
| 16     | Fly                                     | Jean-Jacques Goldman, Humberto Gatica    | 2:58  |

(*) Bonussongs der europäischen und australischen Version

## Rezeption
| Professionelle Bewertungen | Professionelle Bewertungen |
| -------------------------- | -------------------------- |
| Kritiken                   |                            |
| Quelle                     | Bewertung                  |
| allmusic                   | [ 2 ]                      |

Bei den Grammy Awards 1997 gewann Falling into You die Auszeichnungen in den Kategorien Album of the Year und Best Pop Vocal Album.

## Kommerzieller Erfolg

### Chartplatzierungen und Singles
Falling into You stieg am 25. März 1996 auf Platz 24 in die deutschen Albumcharts ein und erreichte erst am 2. Dezember 1996 mit Rang 5 die höchste Position. Insgesamt konnte es sich 89 Wochen in den Top 100 halten, davon 30 Wochen in den Top 10. Dagegen belegte das Album u. a. in Österreich, der Schweiz, dem Vereinigten Königreich, den Vereinigten Staaten, Frankreich, Kanada, den Niederlanden, Australien, Neuseeland, Schweden und Norwegen die Chartspitze.
| ChartsChartplatzierungen       | Höchstplatzierung | Wochen |
| ------------------------------ | ----------------- | ------ |
| Deutschland (GfK)              | 5 (89 Wo.)        | 89     |
| Frankreich (SNEP)              | 1 (61 Wo.)        | 61     |
| Kanada (MC)                    | 1 (28 Wo.)        | 28     |
| Österreich (Ö3)                | 1 (62 Wo.)        | 62     |
| Schweiz (IFPI)                 | 1 (56 Wo.)        | 56     |
| Vereinigte Staaten (Billboard) | 1 (113 Wo.)       | 113    |
| Vereinigtes Königreich (OCC)   | 1 (129 Wo.)       | 129    |

| ChartsJahrescharts (1996) | Platzierung |
| ------------------------- | ----------- |
| Deutschland (GfK)         | 7           |
| Frankreich (SNEP)         | 2           |
| Österreich (Ö3)           | 2           |
| Schweiz (IFPI)            | 2           |

| ChartsJahrescharts (1997) | Platzierung |
| ------------------------- | ----------- |
| Deutschland (GfK)         | 20          |

Als Singles wurden die Lieder Falling into You (DE #71), Because You Loved Me (DE #13), It’s All Coming Back to Me Now (DE #62), All by Myself (DE #55) und Call the Man ausgekoppelt.

### Auszeichnungen für Musikverkäufe
Falling into You wurde 1998 in Deutschland für mehr als 1,25 Millionen verkaufte Einheiten mit einer fünffachen Goldenen Schallplatte ausgezeichnet. Damit zählt es zu den meistverkauften Musikalben hierzulande. In den Vereinigten Staaten wurde Falling into You im Jahr 2021 für über zwölf Millionen Verkäufe mit zwölffach-Platin ausgezeichnet. Die weltweiten Verkaufszahlen belaufen sich auf rund 32 Millionen, womit es zu den erfolgreichsten Musikalben aller Zeiten zählt. Es ist außerdem das erfolgreichste Album im Genre des Softrock.
| Land/Region                  | Auszeichnungen für Musikverkäufe (Land/Region, Auszeichnung, Verkäufe) | Verkäufe    |
| ---------------------------- | ---------------------------------------------------------------------- | ----------- |
| Argentinien (CAPIF)          | Platin                                                                 | 60.000      |
| Australien (ARIA)            | 13× Platin                                                             | 930.000     |
| Belgien (BRMA)               | 4× Platin                                                              | (200.000)   |
| Brasilien (PMB)              | Gold                                                                   | (100.000)   |
| Dänemark (IFPI)              | 8× Platin                                                              | (160.000)   |
| Deutschland (BVMI)           | 5× Gold                                                                | (1.250.000) |
| Europa (IFPI)                | 9× Platin                                                              | 9.000.000   |
| Finnland (IFPI)              | Platin                                                                 | (51.952)    |
| Frankreich (SNEP)            | Diamant                                                                | (1.000.000) |
| Japan (RIAJ)                 | 4× Platin                                                              | 800.000     |
| Kanada (MC)                  | Diamant                                                                | 1.000.000   |
| Neuseeland (RMNZ)            | 12× Platin                                                             | 180.000     |
| Niederlande (NVPI)           | 6× Platin                                                              | (600.000)   |
| Norwegen (IFPI)              | 3× Platin                                                              | (150.000)   |
| Österreich (IFPI)            | 2× Platin                                                              | (100.000)   |
| Polen (ZPAV)                 | Platin                                                                 | (100.000)   |
| Schweden (IFPI)              | 2× Platin                                                              | (200.000)   |
| Schweiz (IFPI)               | 3× Platin                                                              | (150.000)   |
| Spanien (Promusicae)         | 2× Platin                                                              | (200.000)   |
| Taiwan (RIT)                 | 25× Gold                                                               | 633.518     |
| Türkei (Mü-YAP)              | Gold                                                                   | 20.000      |
| Ungarn (MAHASZ)              | Gold                                                                   | (25.000)    |
| Vereinigte Staaten (RIAA)    | 12× Platin                                                             | 12.000.000  |
| Vereinigtes Königreich (BPI) | 7× Platin                                                              | (2.100.000) |
| Insgesamt                    | 5× Gold · 91× Platin · 3× Diamant ·                                    | 24.723.518  |

Hauptartikel: Céline Dion/Auszeichnungen für Musikverkäufe